# Gesundbrunnen-Center
Het Gesundbrunnen-Center is een winkelcentrum in de wijk Gesundbrunnen in he Berlijnse district Mitte.

## Beschrijving
Het winkelcentru werd op 30 september 1997 geopend en wordt beheerd door ECE Projektmanagement GmbH. Het is gelegen aan de oostelijke rand van de wijk Gesundbrunnen, waarnaar het complex vernoemd is. Het complex heeft een verkoopoppervlakte van 25.000 m² en herbergt ongeveer 110 winkels en diverse restaurants. In het winkelcentrum werken ca. 1.000 medewerkers en komen dagelijks zo'n 33.600 bezoekers. Het totale verzorgingsgebied omvat 1.196.433 mensen. De branchering wordt gedomineerd door textiel en een groot warenhuis. Daarnaast huisvest het talrijke kleine winkels uit verschillende sectoren. 

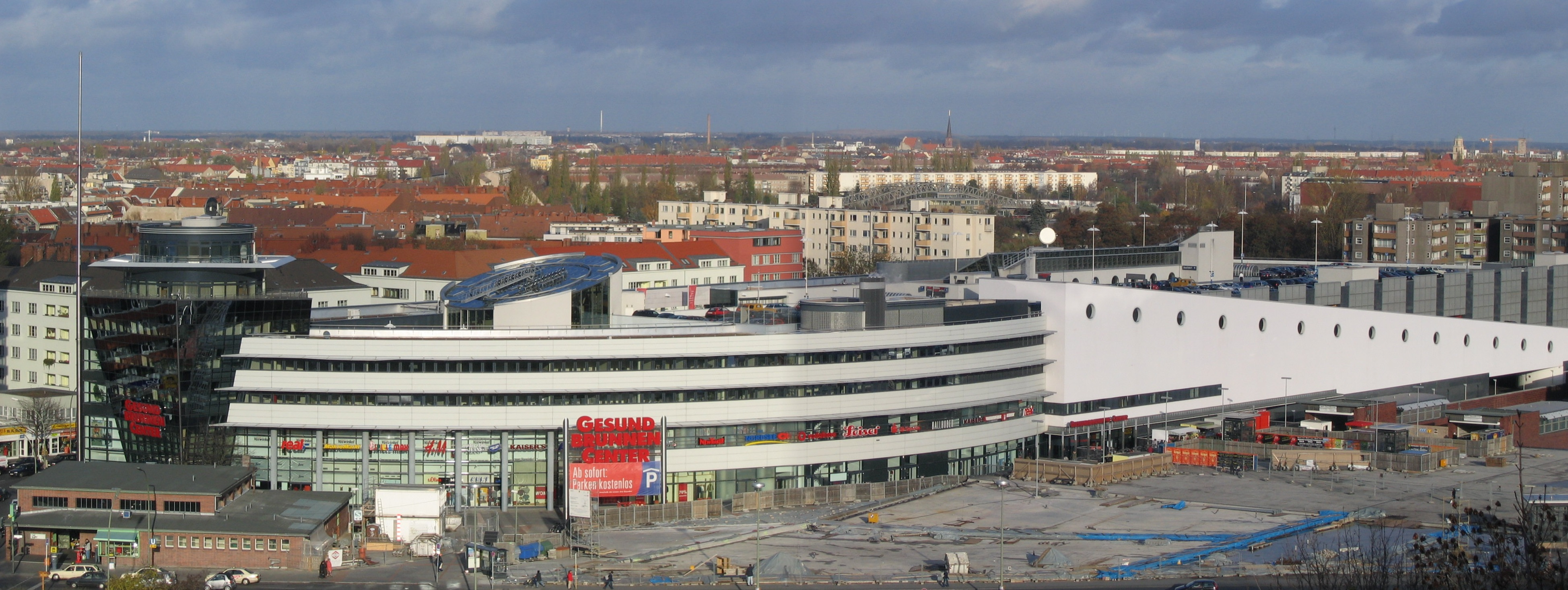
Gesundbrunnen-Center, gezien vanaf Volkspark Humboldthain

## Geschiedenis
Het gebouw werd tussen 1995 en 1997 gebouwd als onderdeel van de nieuwbouw van het treinstation Gesundbrunnen. Het is onderdeel van het noordelijk kruispunt van het Berlijnse spoorwegnet, nadat alle historische gebouwen waren gesloopt. Volgens de eisen van het stedenbouwkundig kaderplan uit 1992 zou er in het gebied rond het station een groot winkelcentrum worden gebouwd.

## Architectuur
De Hamburgse architecten Jost Hering en Manfred Stanek ontwierpen het complex. In het ontwerp voor het complex dat gericht is richting de Badstrasse, zijn in de vorm en kleur tal van elementen verwerkt die doen denken aan een passagiersschip. Bij de hoofdingang van het gebouw staat een glazen toren die de commandobrug van een schip moet symboliseren. Dat het metrostation aan de Badstrasse behouden bleef bij de ontwikkeling van de bouwplannen van het centrum is te danken aan de inspanningen van het toenmalige stadsbestuur, de monumentenautoriteit en burgerinitiatieven. Volgens verschillende critici zou de bouw van een nieuw stationsgebouw op deze locatie de architectonische opwaardering van de wijk door de bouw van het Gesundbrunnen-Center tenietdoen. 

## Bereikbaarheid
Door de ligging bij het treinstation Gesundbrunnen heeft het Gesundbrunnen-Center een directe toegang tot de bus, metro, S-Bahn en, sinds 28 mei 2006, het regionaal en bovenregionaal treinverkeer. Via de Bellermannstrasse is de parkeergarage van het centrum met 1.000 parkeerplaatsen bereikbaar.